# Jorge Mendonça
Jorge Pinto Mendonça (6 de juny de 1954 - 17 de febrer de 2006) fou un futbolista brasiler. Va formar part de l'equip brasiler a la Copa del Món de 1978.

## Palmarès
- Campeonato Pernambucano: 1974 (Náutico)
- Campeonato Paulista: 1976 (Palmeiras)
- Taça de Prata: 1981 (Guarani)